# نانسي أندرو
نانسي أندرو (بالإنجليزية: Nancy Andrew)‏ هي مترجمة أمريكية، ولدت في 17 أغسطس 1947 في دالاس في الولايات المتحدة، وتوفيت في 29 نوفمبر 1998.